# Мария Луиза Бурбон-Пармская
Мария Луиза Пия Тереза Анна Фердинанда Франческа Антониэтта Маргарита Джузеппина Каролина Бьянка Лючия Аполлония Бурбон-Пармская (итал. Maria Luisa Pia Teresa Anna Ferdinanda Francesca Antonietta Margherita Giuseppina Carolina Bianca Lucia Appollonia; 17 января 1870, Рим — 31 января 1899, София) — княгиня Болгарии, супруга князя (позже царя) Болгарии Фердинанда I.

## Биография
Родилась в Риме, став первой из 24 детей Роберта I, герцога Бурбон-Пармского. Сестра последней австрийской императрицы Циты. В 1893 году вышла замуж за болгарского князя Фердинанда. В этом браке родилось четверо детей:
- Борис (1894—1943) — будущий царь Болгарии
- Кирилл (1895—1945) — князь Преславский
- Евдокия (1898—1985) — умерла незамужней.
- Надежда (1899—1958) — замужем за принцем Альбрехтом Евгением Вюртембергским.

Умерла через день после рождения младшей дочери в возрасте 29 лет в Софии. Похоронена в католическом храме в Пловдиве. Княгиня до конца жизни оставалась ревностной сторонницей католицизма, особенно переживая православное крещение своего сына Бориса.